# Сен-Мало
Сен-Мало́ (фр. Saint-Malo фр.: [sɛ̃ malo] ( прослухати); ґалло Saent-Malô; брет. Sant-Maloù) — місто та муніципалітет у Франції, у регіоні Бретань, департамент Іль і Вілен. Населення — 47 323 особи (01.01.2021).
Муніципалітет розташований на відстані близько 320 км на захід від Парижа, 65 км на північ від Ренна.

## Назва
Місто названо на честь ранньосередньовічного єпископа святого Мало.

## Демографія
Динаміка населення (Cassini і INSEE ):
Розподіл населення за віком та статтю (2006):
| Стать | Всього | До 15 років | 15-24 | 25-44 | 45-64 | 65-85 | Понад 85 |
| --- | ------ | ----------- | ----- | ----- | ----- | ----- | -------- |
| Чоловіки | 23 075 | 3954        | 3405  | 5376  | 6129  | 3784  | 427      |
| Жінки | 26 557 | 3888        | 2811  | 5654  | 7167  | 5891  | 1146     |
| \| Статево-вікова піраміда \| Статево-вікова піраміда \| Статево-вікова піраміда \| \| ----------------------- \| ----------------------- \| ----------------------- \| \| Чоловіки \| Вік \| Жінки \| \| 427 \| 85 + \| 1146 \| \| 662 \| 80-84 \| 1303 \| \| 938 \| 75-79 \| 1530 \| \| 1011 \| 70-74 \| 1567 \| \| 1173 \| 65-69 \| 1491 \| \| 1263 \| 60-64 \| 1545 \| \| 1640 \| 55-59 \| 2030 \| \| 1622 \| 50-54 \| 1720 \| \| 1604 \| 45-49 \| 1872 \| \| 1471 \| 40-44 \| 1608 \| \| 1338 \| 35-39 \| 1542 \| \| 1193 \| 30-34 \| 1289 \| \| 1374 \| 25-29 \| 1215 \| \| 1574 \| 20-24 \| 1355 \| \| 1831 \| 15-20 \| 1456 \| \| 1483 \| 10-14 \| 1363 \| \| 1388 \| 5-9 \| 1254 \| \| 1083 \| 0-4 \| 1271 \| |        |             |       |       |       |       |          |
| Статево-вікова піраміда |        |             |       |       |       |       |          |
| Чоловіки | Вік    | Жінки       |       |       |       |       |          |
| 427 | 85 +   | 1146        |       |       |       |       |          |
| 662 | 80-84  | 1303        |       |       |       |       |          |
| 938 | 75-79  | 1530        |       |       |       |       |          |
| 1011 | 70-74  | 1567        |       |       |       |       |          |
| 1173 | 65-69  | 1491        |       |       |       |       |          |
| 1263 | 60-64  | 1545        |       |       |       |       |          |
| 1640 | 55-59  | 2030        |       |       |       |       |          |
| 1622 | 50-54  | 1720        |       |       |       |       |          |
| 1604 | 45-49  | 1872        |       |       |       |       |          |
| 1471 | 40-44  | 1608        |       |       |       |       |          |
| 1338 | 35-39  | 1542        |       |       |       |       |          |
| 1193 | 30-34  | 1289        |       |       |       |       |          |
| 1374 | 25-29  | 1215        |       |       |       |       |          |
| 1574 | 20-24  | 1355        |       |       |       |       |          |
| 1831 | 15-20  | 1456        |       |       |       |       |          |
| 1483 | 10-14  | 1363        |       |       |       |       |          |
| 1388 | 5-9    | 1254        |       |       |       |       |          |
| 1083 | 0-4    | 1271        |       |       |       |       |          |

## Економіка
2010 року серед 27 936 осіб працездатного віку (15—64 років) 18 951 була активною, 8985 — неактивними (показник активності 67,8%, у 1999 році було 67,8%). З 18 951 активної мешканців працювало 16 479 осіб (8070 чоловіків та 8409 жінок), безробітними було 2472 (1272 чоловіки та 1200 жінок). Серед 8985 неактивних 2662 особи були учнями чи студентами, 3520 — пенсіонерами, 2803 були неактивними з інших причин.

У 2010 році в муніципалітеті числилось 22702 оподатковані домогосподарства, у яких проживали 45325,5 особи, медіана доходів виносила 18 641 євро на одного особоспоживача

## Уродженці
- Жакі Дюгеперу (*1948) — французький футболіст, захисник, півзахисник, згодом — футбольний тренер.

## Галерея зображень

Великий палац конгресів. Сен-Мало. 2017 р.
- La tour Solidor, à Saint-Servan.
- Sur les remparts de Saint-Malo.
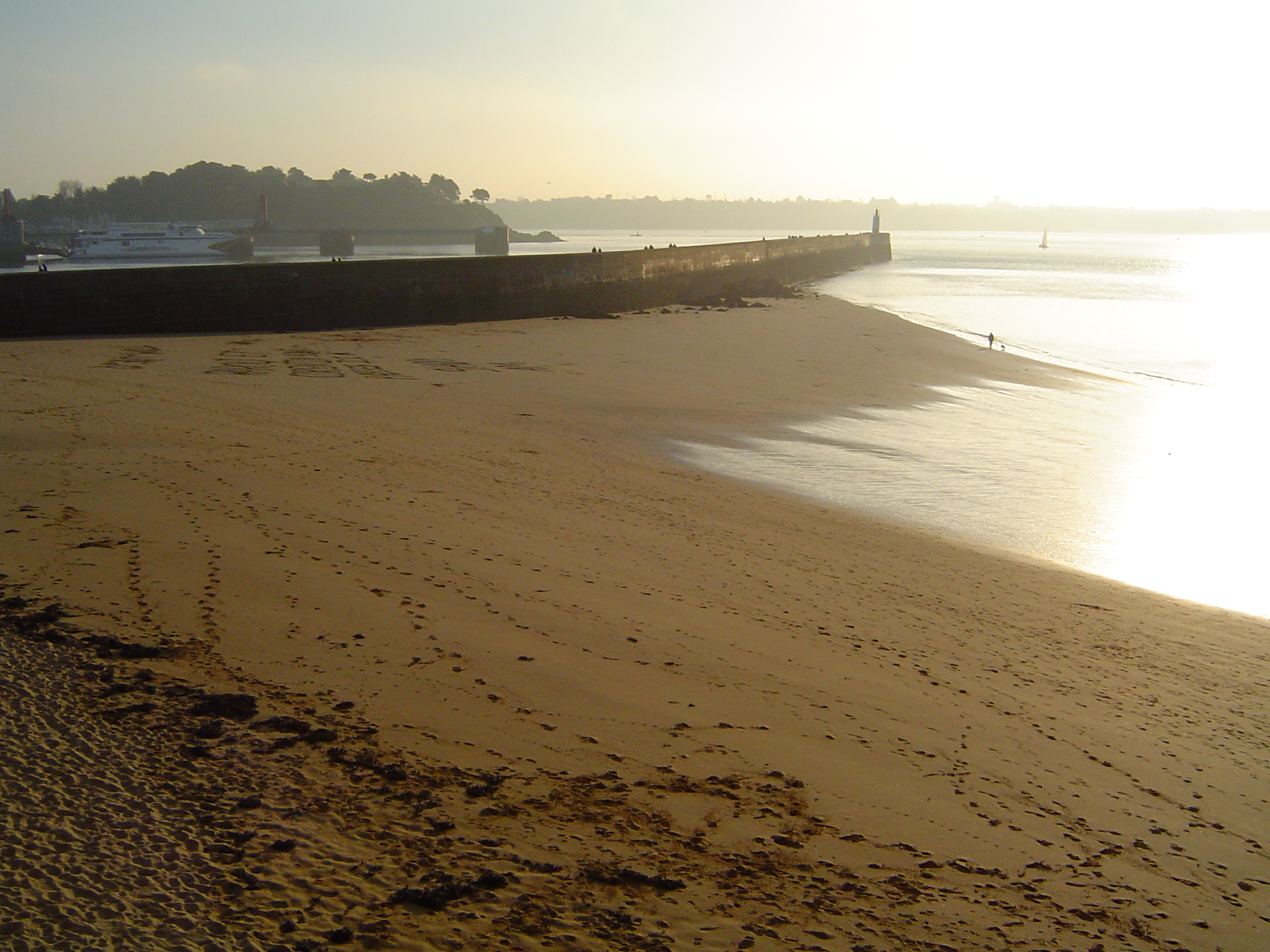
Plage du Môle et Petit Bé.
- Plage du Môle à marée basse.

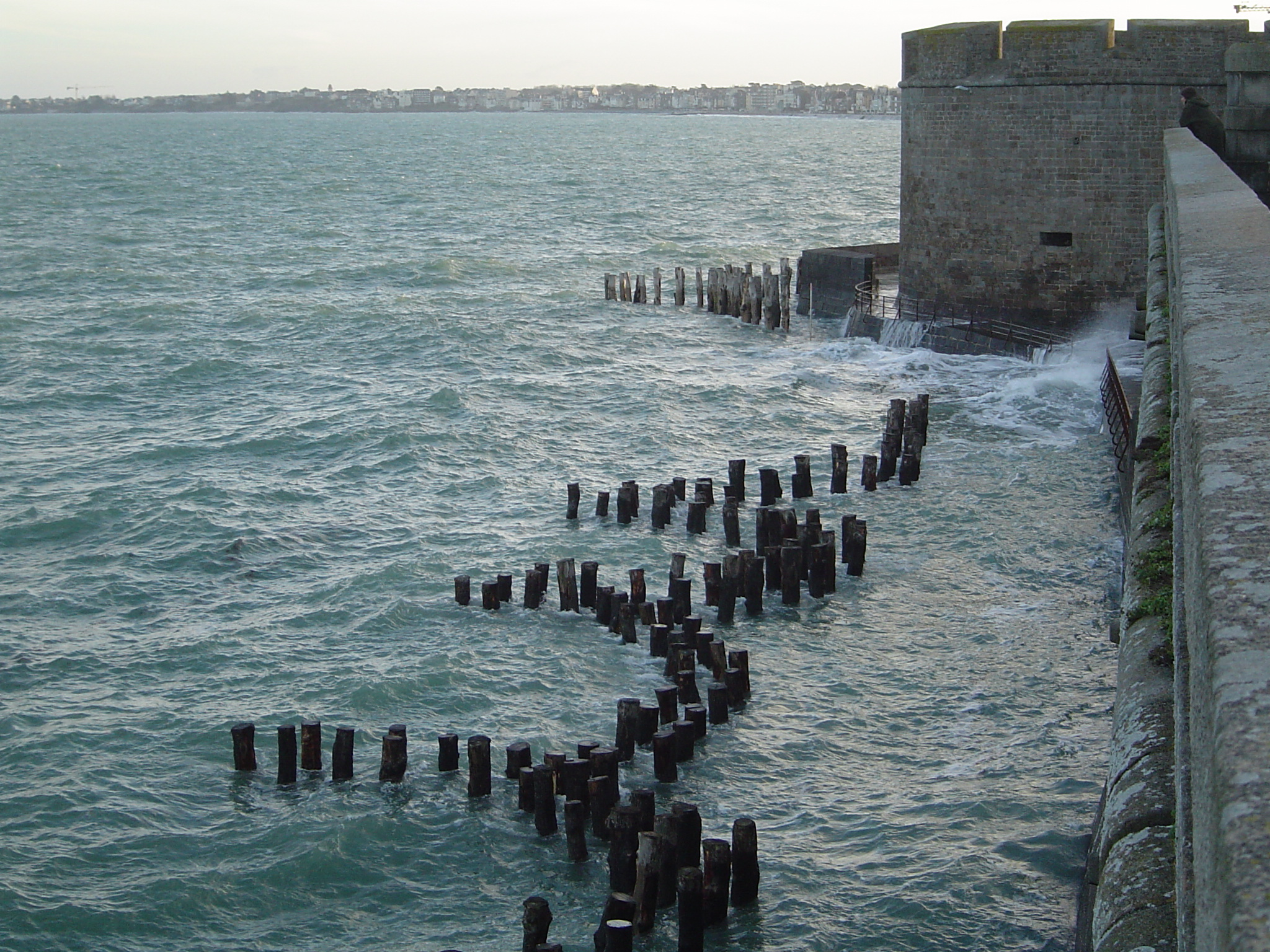
Plage de l'Éventail vue des remparts, recouverte par une marée de coefficient 106.
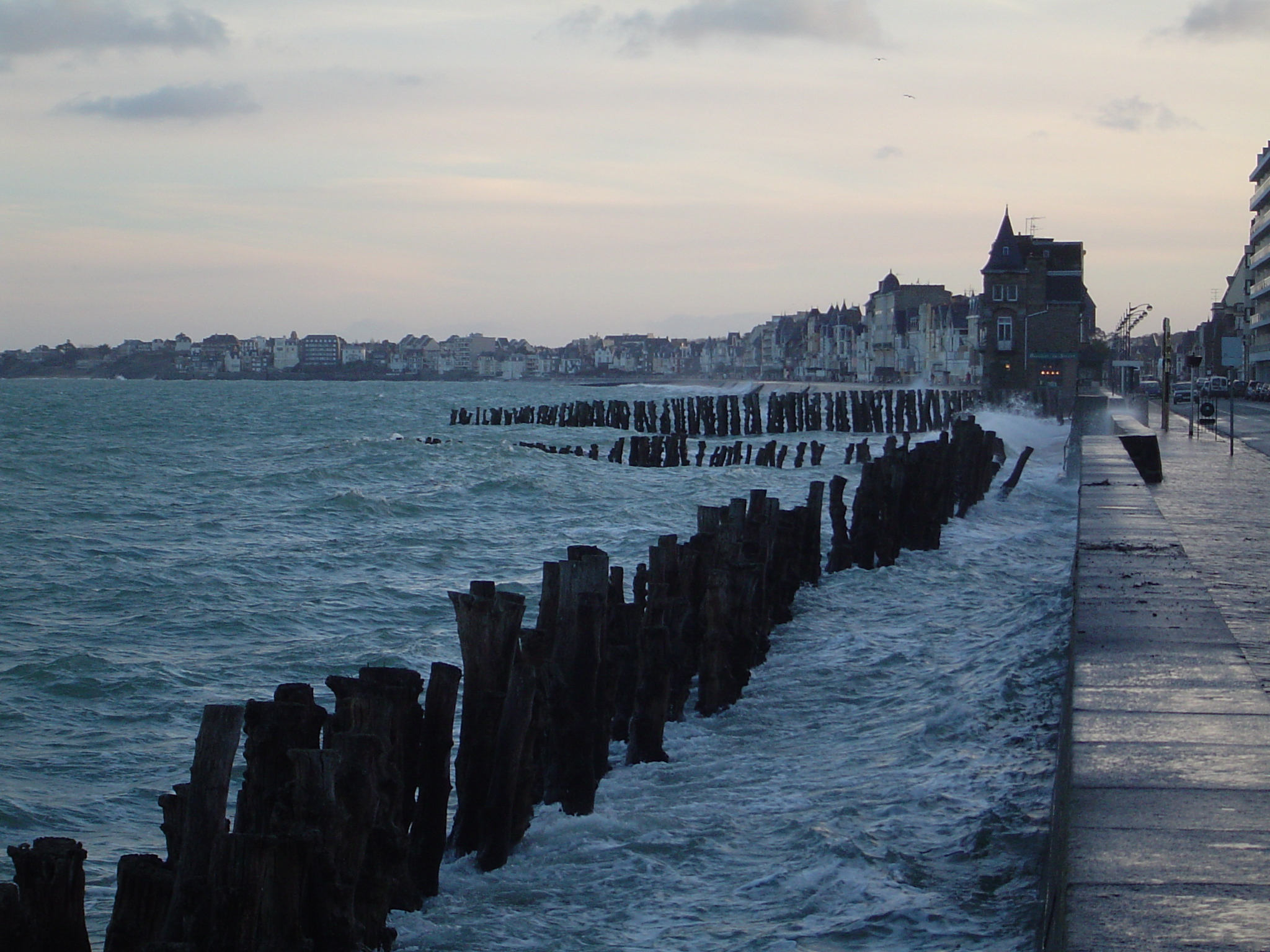
La chaussée du Sillon par une marée de coefficient 106
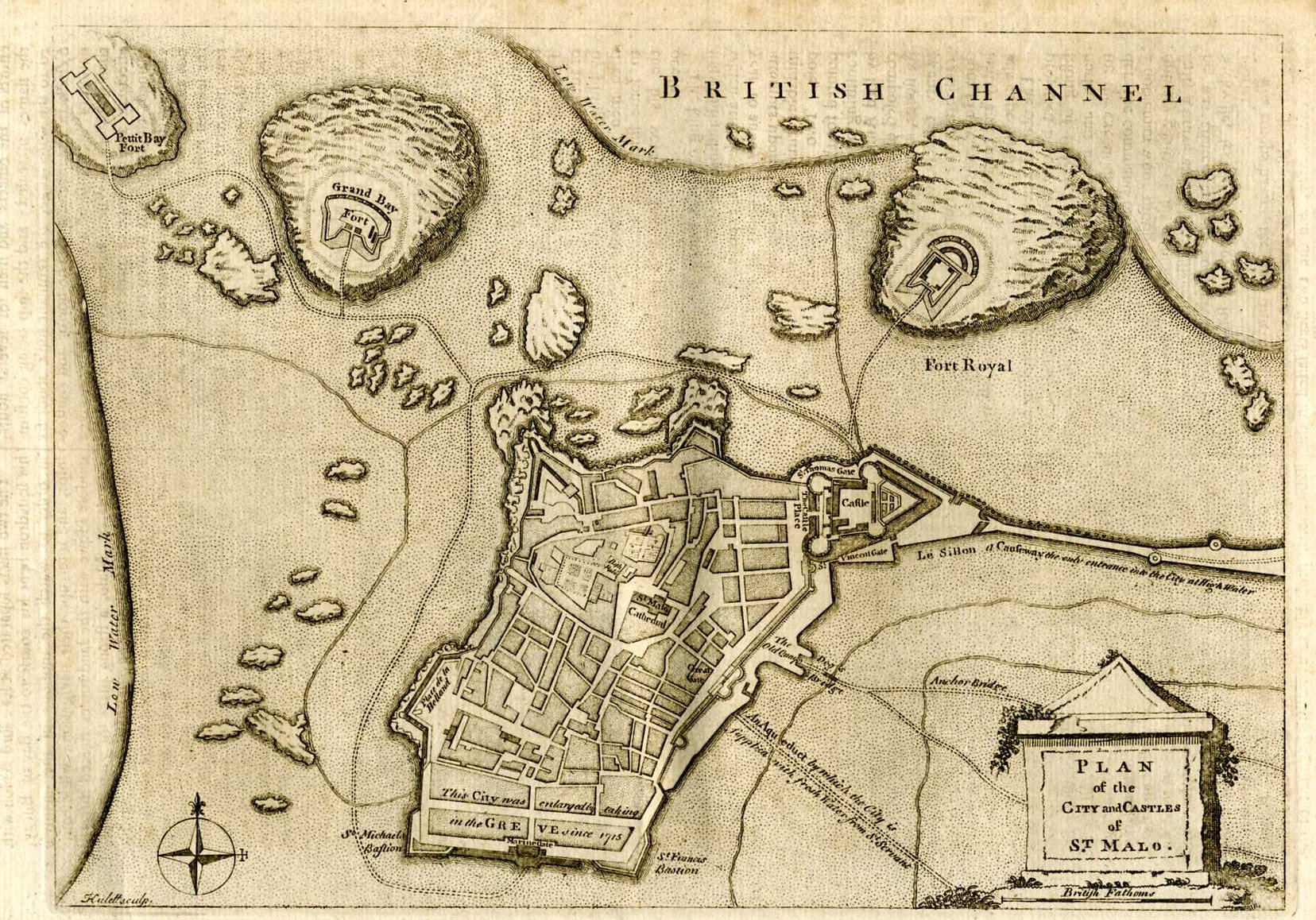
Carte de Saint-Malo probablement du XVIIIe siècle.
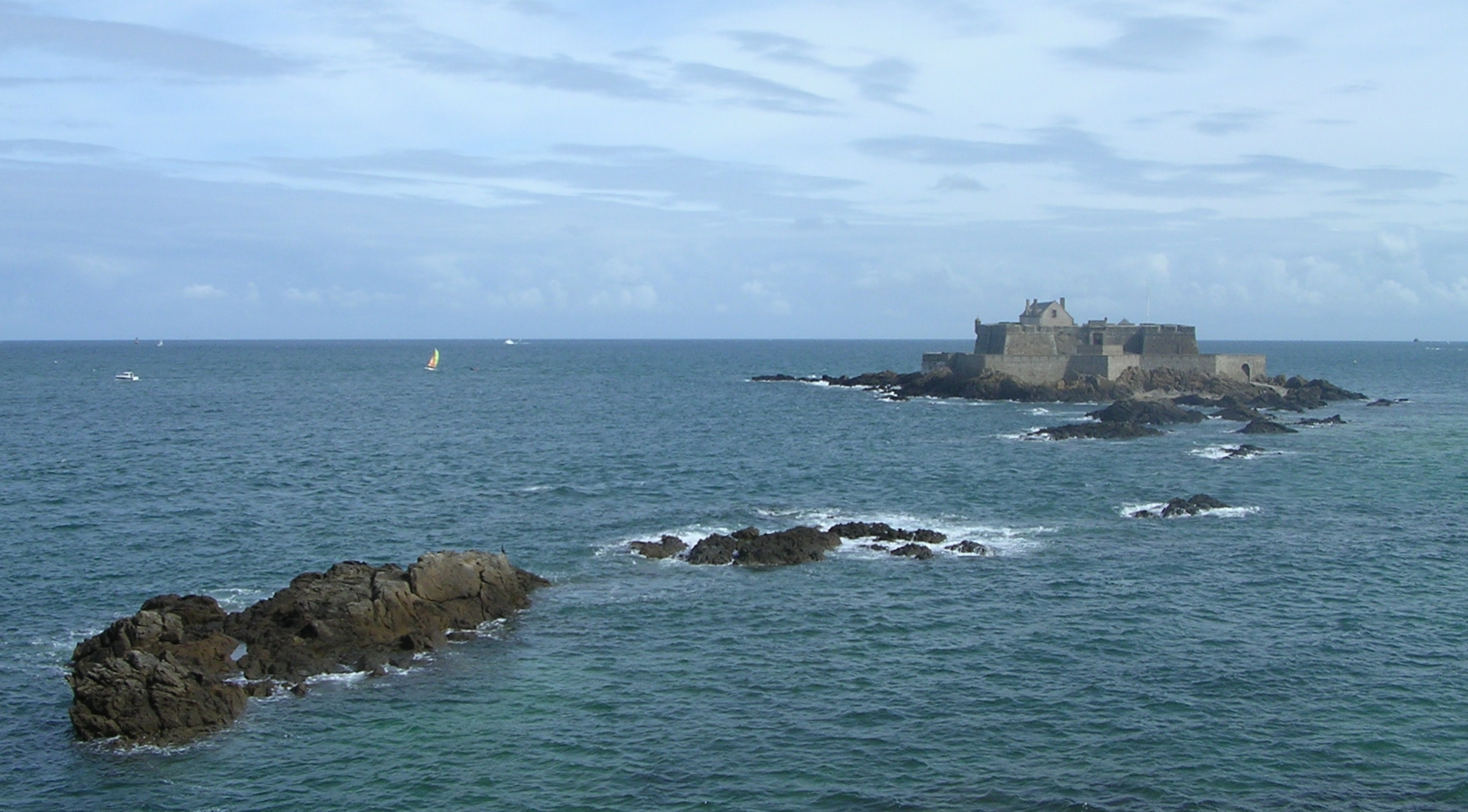
Fort National.
Ile Maurice
border
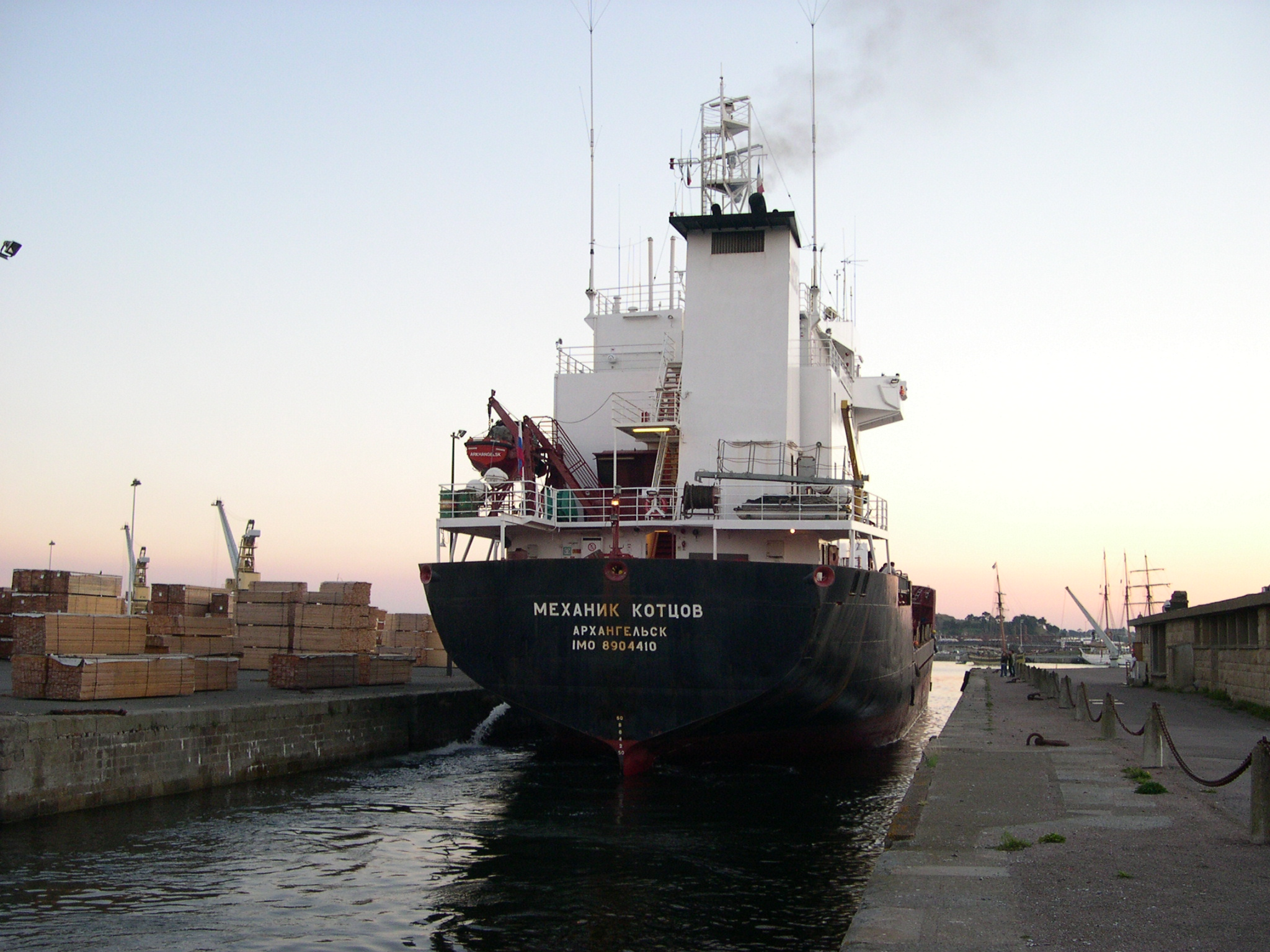
Caboteur quittant le bassin Duguay-Trouin.
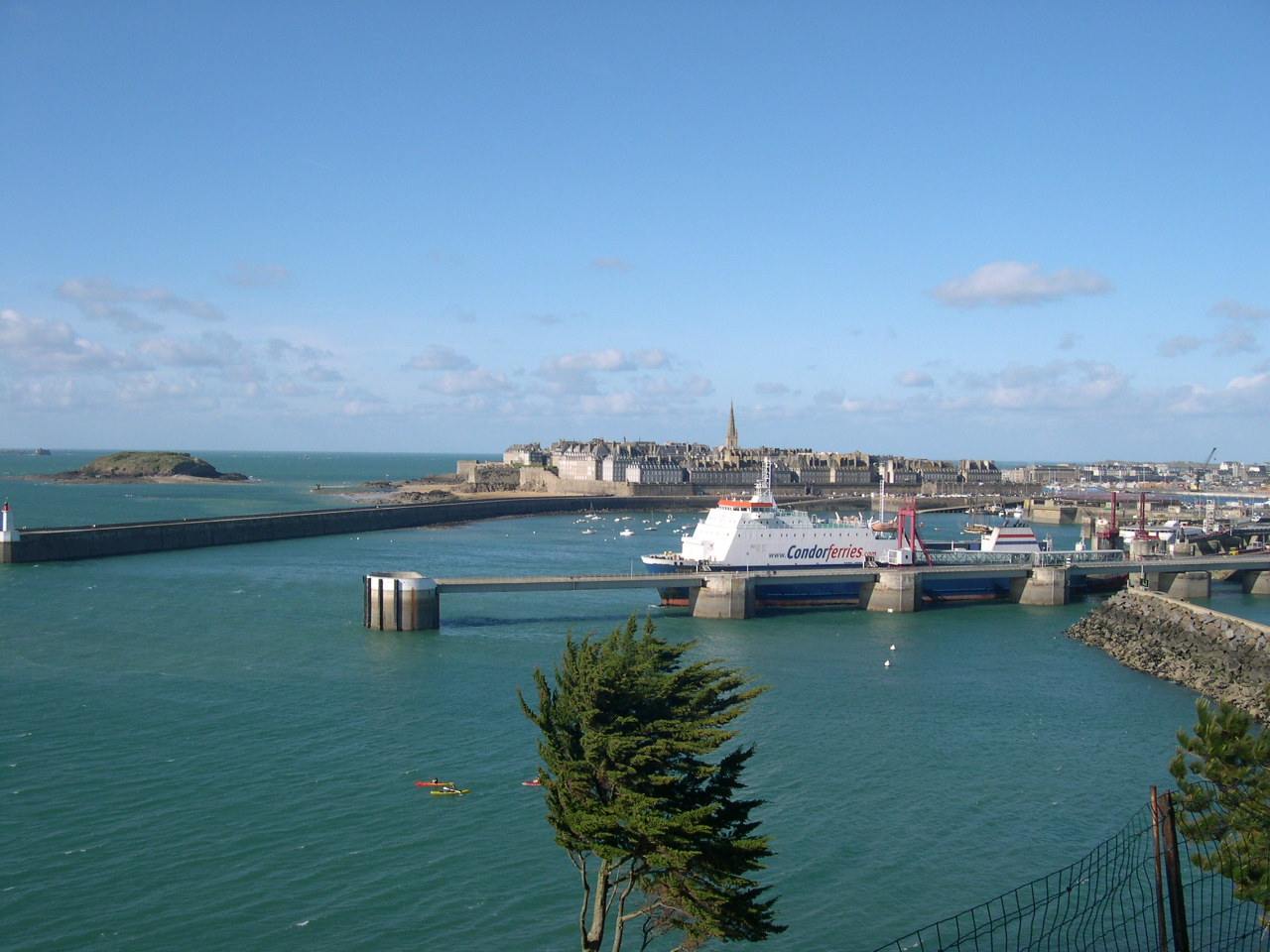
Terminal du Naye avec un ferry de Condor Ferries.
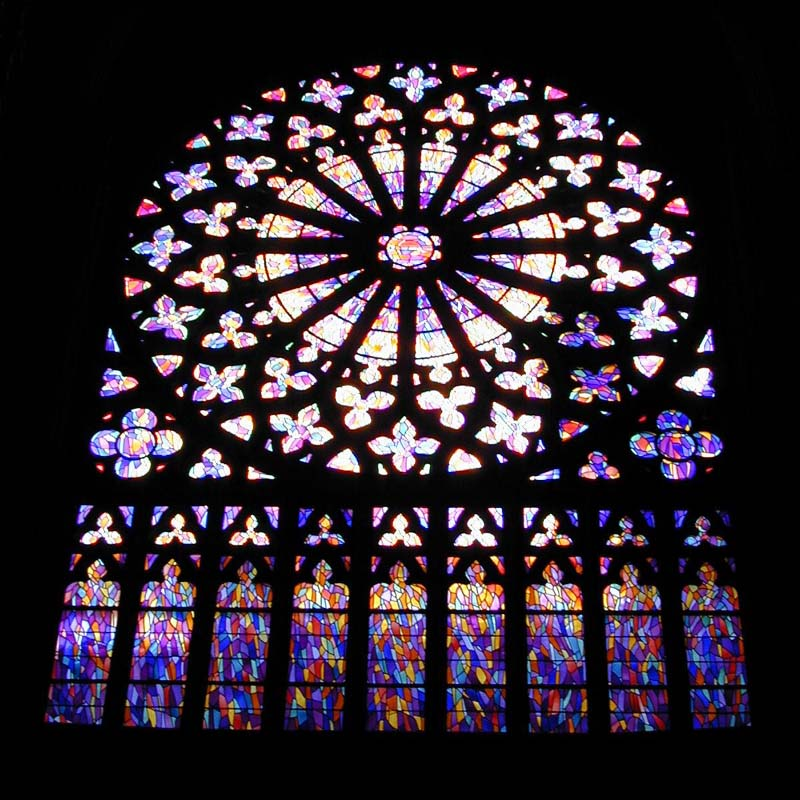
cathédrale Saint-Vincent]].
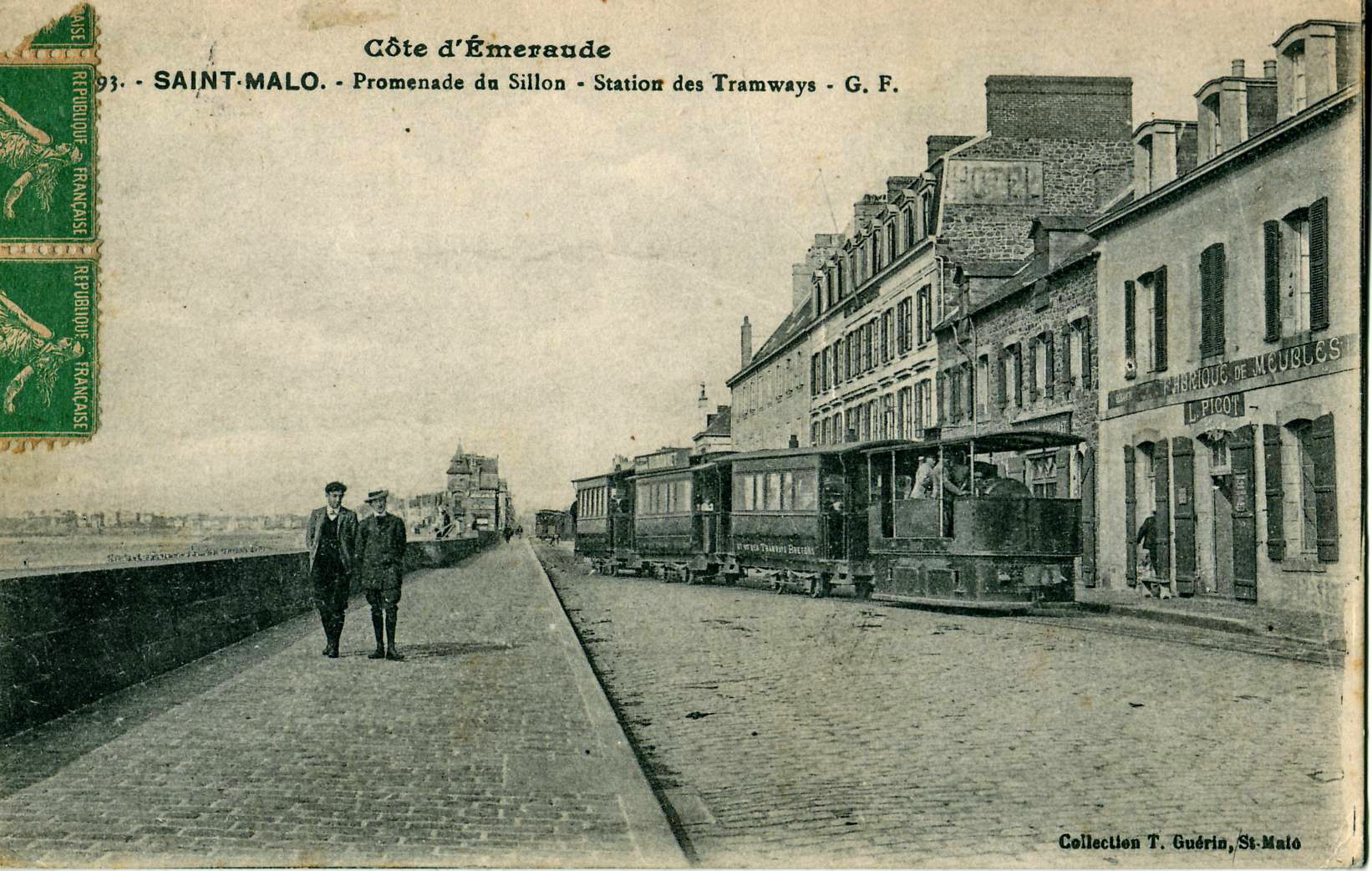
Les Tramways Bretons, avant la Première Guerre mondiale, sur le Sillon
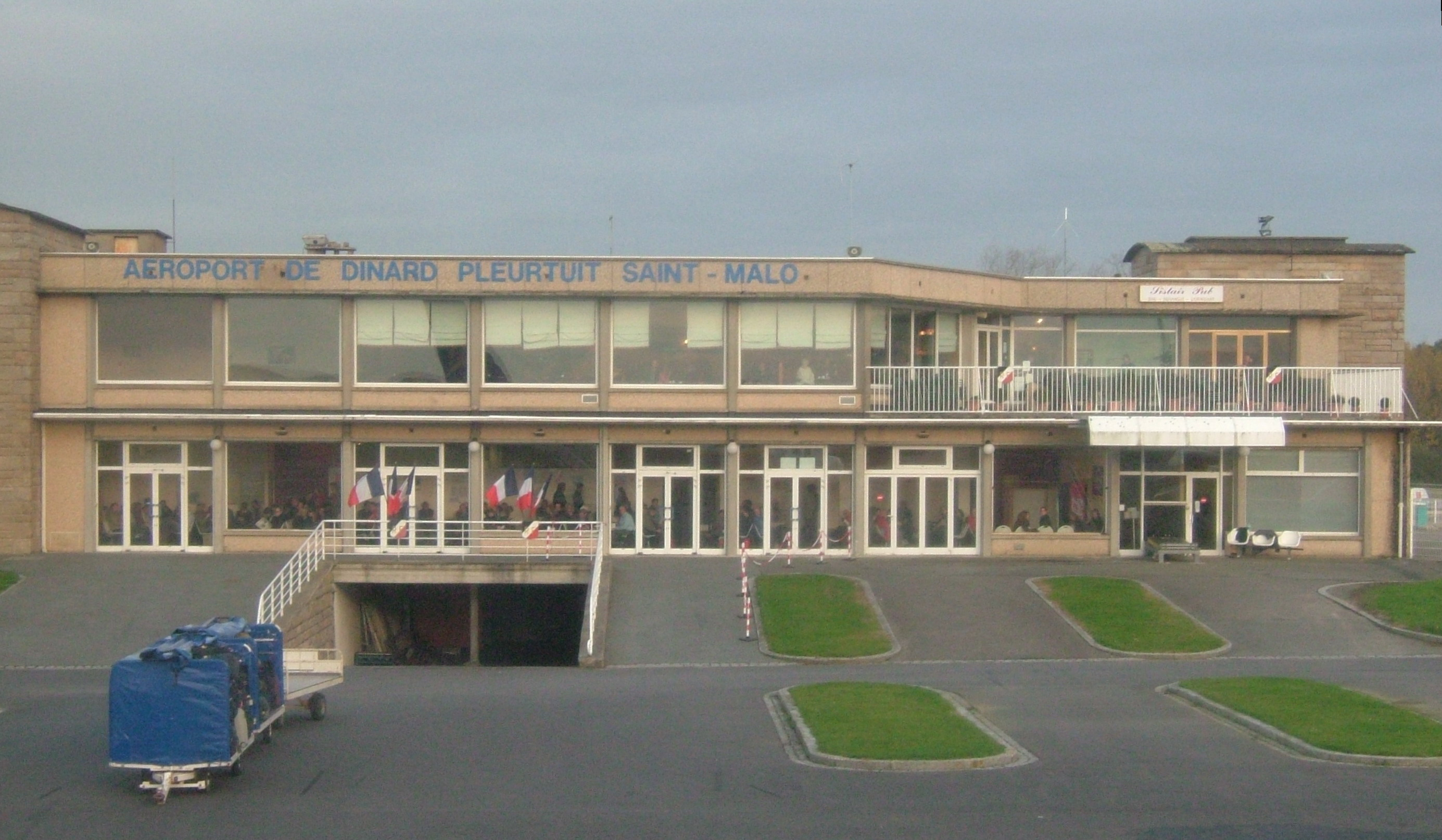
Terminal de l'aéroport de Dinard, Pleurtuit et Saint-Malo
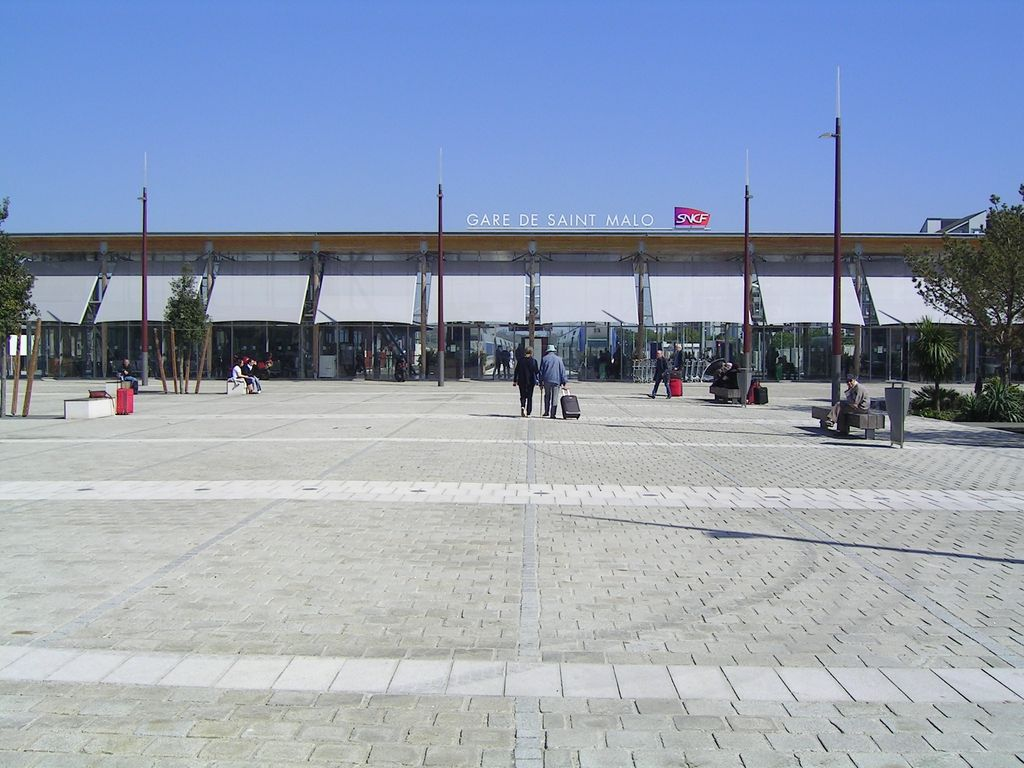
La nouvelle gare, inaugurée en 2005
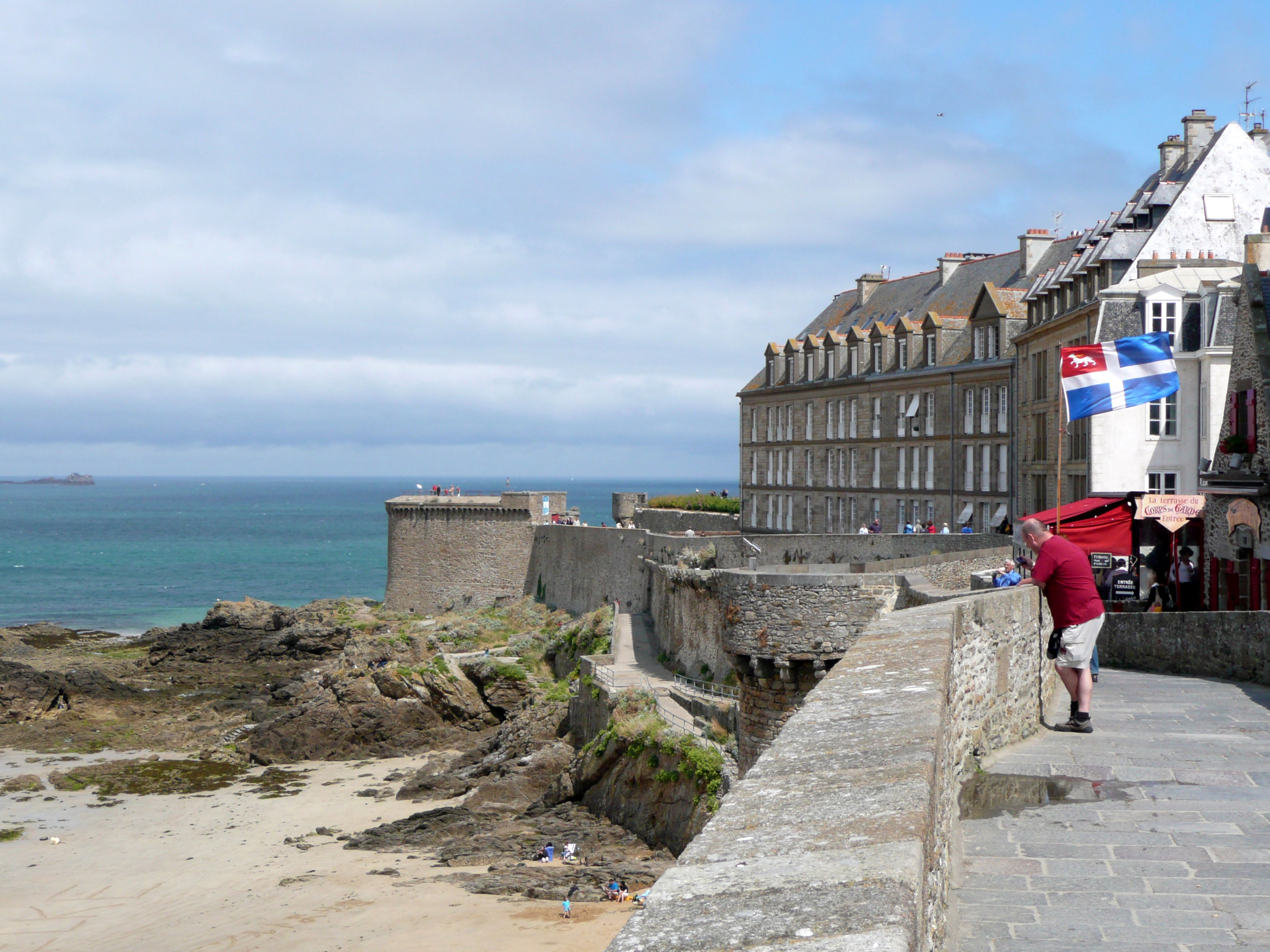
L'intra muros de Saint-Malo
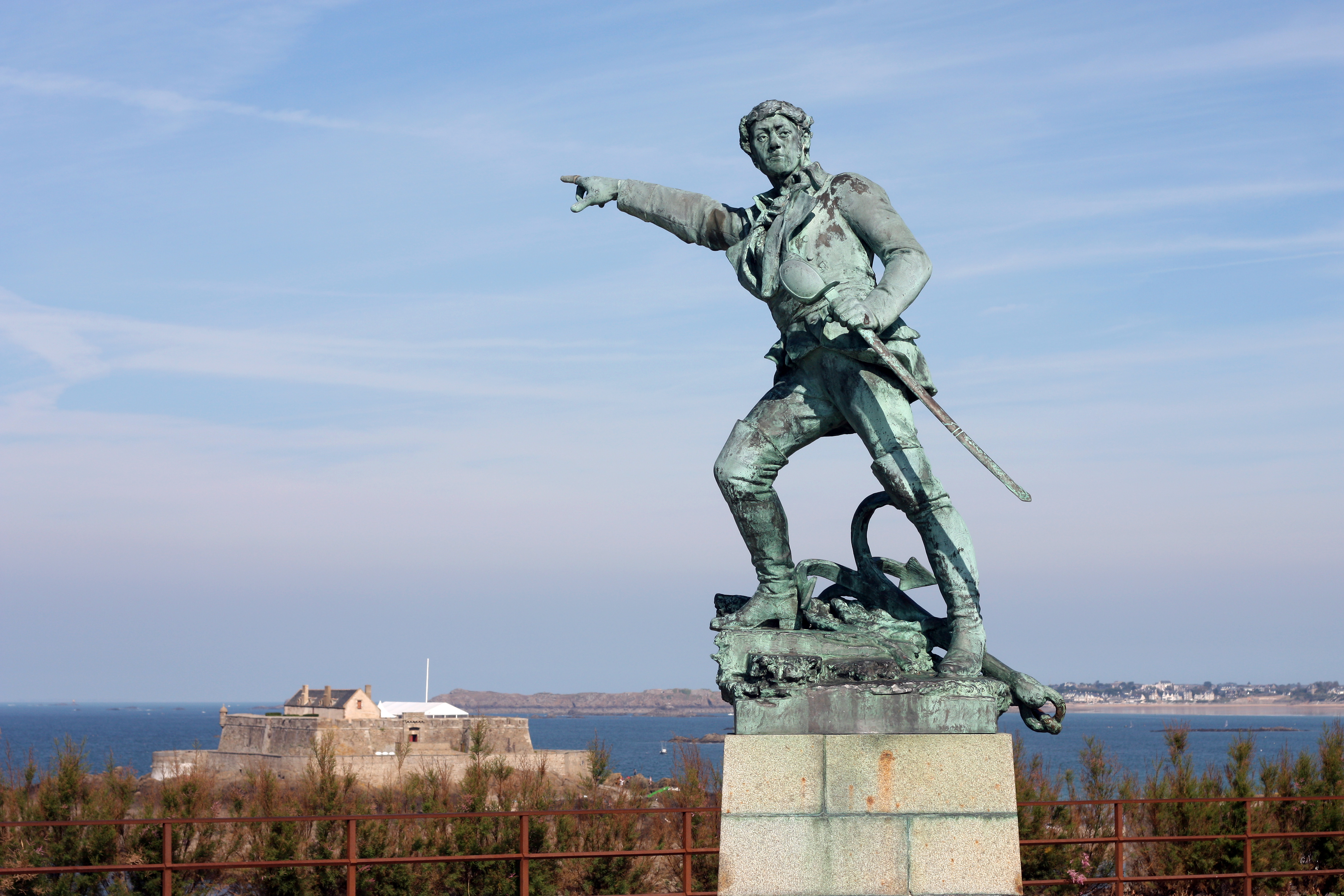
Statue de Surcouf, par Alfred Caravaniez (fin XIXe siècle).
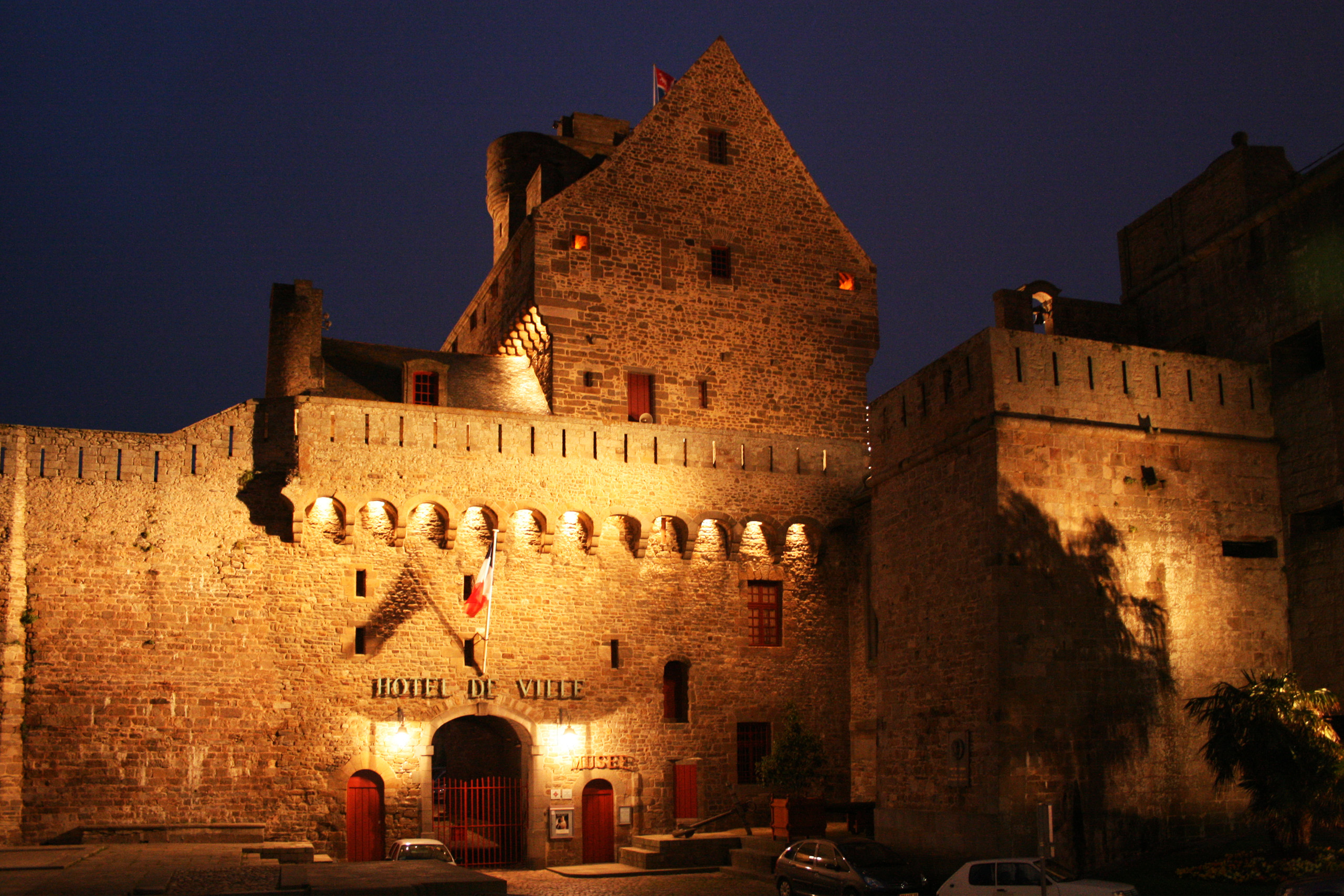
Le château de Saint-Malo qui abrite aujourd'hui la mairie.
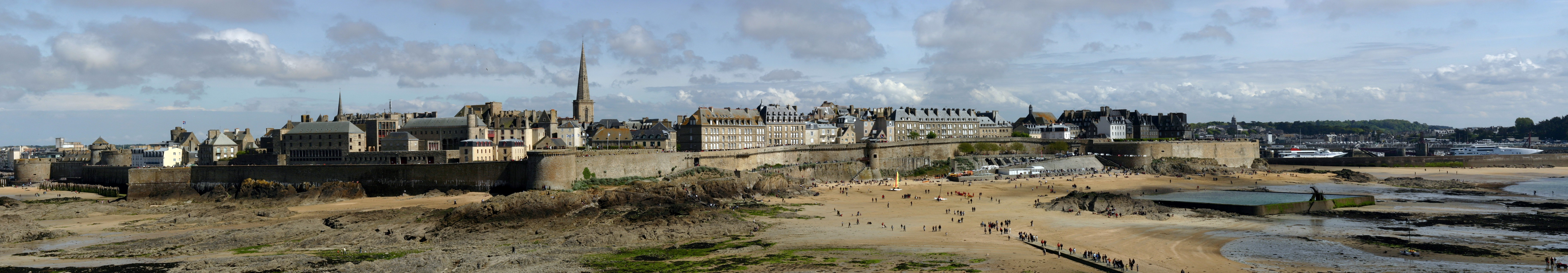
ville et remparts depuis la mer
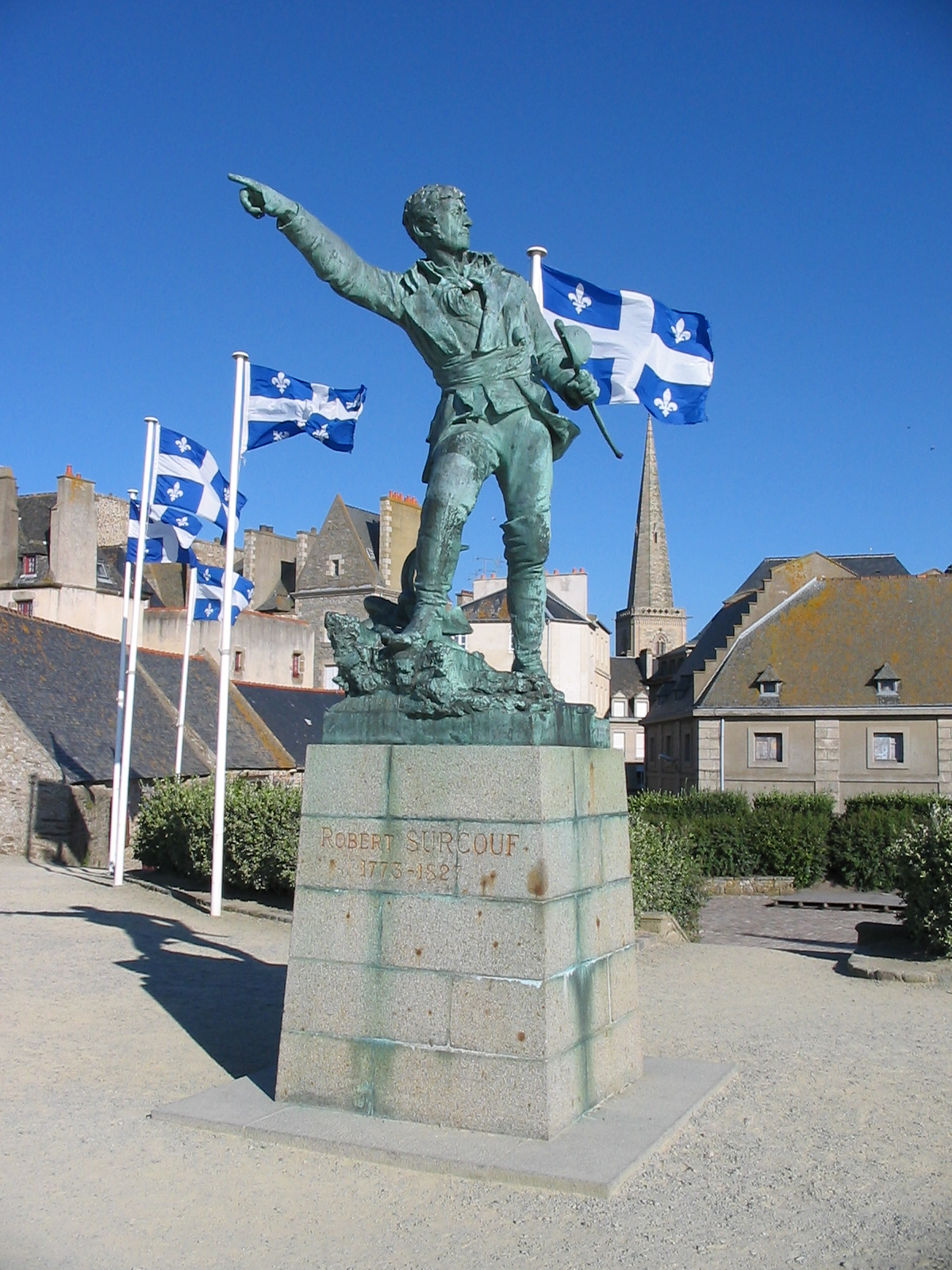
La statue de Robert Surcouf à Saint-Malo, réalisée par le sculpteur Alfred Caravaniez fin XIXe siècle.
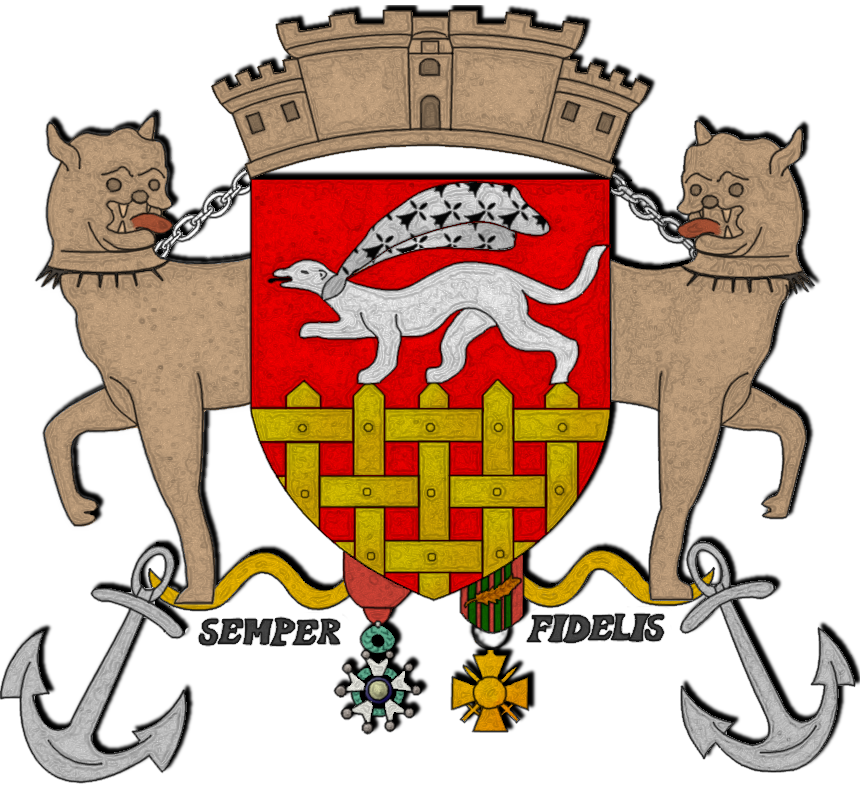
Blason de la ville de Saint-Malo, redessiné en 1949 par Robert Louis
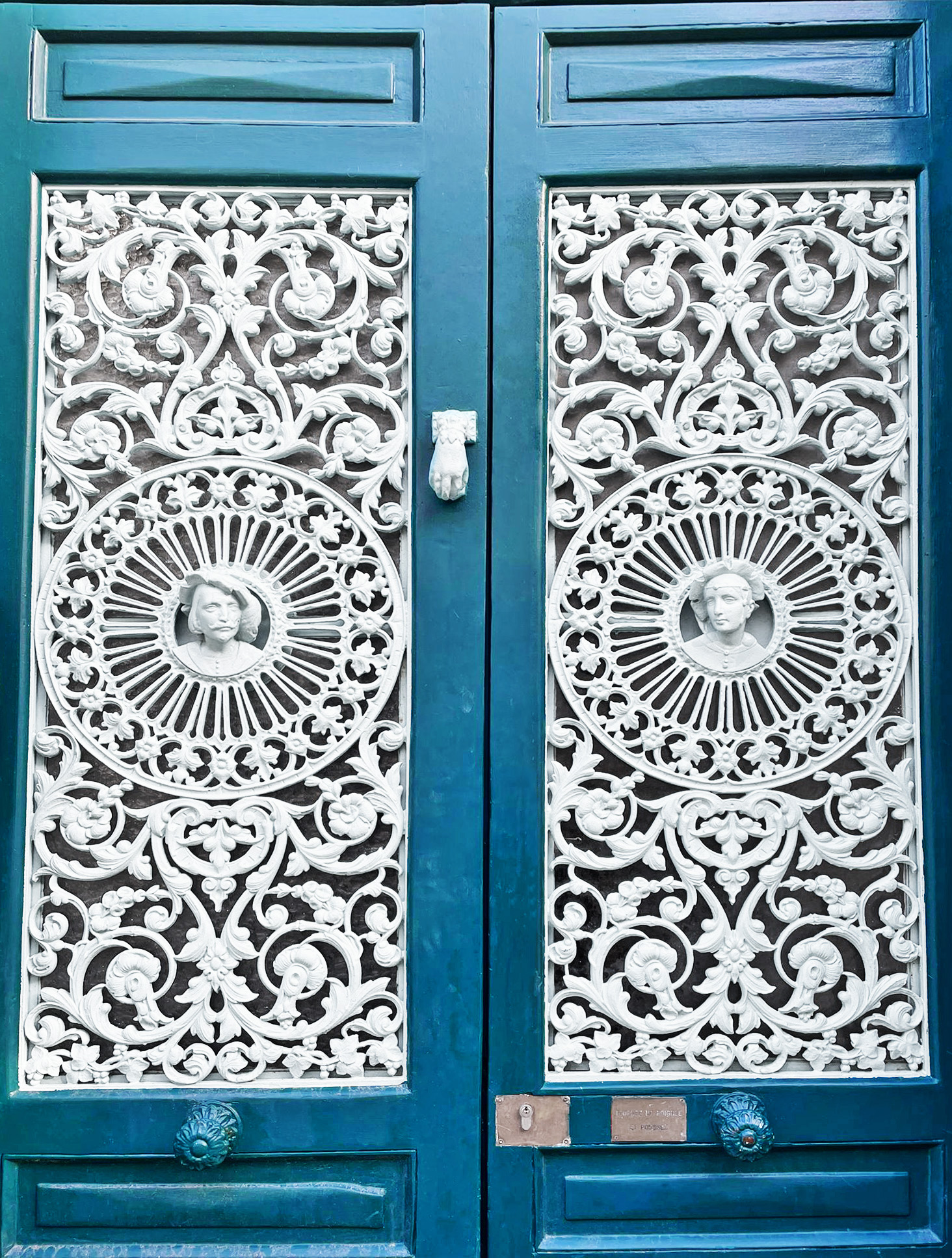
Двері з клепалом на вулиці Віль Пепен, 1

## Персоналії
- Жак Картьє (1491—1557) — бретанський мандрівник, який першим дослідив землі Канади
- Жульєн Ламетрі (1709—1751) — філософ
- Ален Кюні (1908–1994) — французький кіноактор і режисер
- Ніколя Жанв'є (* 1998) — французький футболіст.

## У культурі
- У Сен-Мало розгортаються події фільму Клода Шаброля «Колір брехні» («Au cœur du mensonge») (1999)
- Сен-Мало є одним із головних місць дії роману «Все те незриме світло» лауреата Пулітцерівської премії 2014 року Ентоні Дорра, а також місцем зйомок однойменного міні-серіалу Netflix[8].